# Governo in esilio della Cecoslovacchia
Governo cecoslovacco in esilio (a cui ci si riferisce anche come Governo provvisorio della Cecoslovacchia) fu un titolo informale attribuito al Comitato di Liberazione Nazionale Cecoslovacco, inizialmente per riconoscimento diplomatico britannico. Il nome venne in seguito utilizzato anche dagli altri Alleati, via via che le nazioni lo riconoscevano. 
Il Comitato fu creato in origine dall'ex Presidente della Cecoslovacchia Edvard Beneš a Parigi, in Francia, nell'ottobre 1939. I negoziati senza successo con la Francia per lo status diplomatico, oltre che l'occupazione tedesca della Francia, obbligarono il Comitato a ritirarsi a Londra nel 1940. Da lì si spostarono ad Aston Abbots, nel Buckinghamshire (Inghilterra), nel 1941, dove fu loro garantita una certa sicurezza durante la Battaglia d'Inghilterra.
Fu il governo legittimo della Cecoslovacchia durante la Seconda guerra mondiale. Fu un governo specificamente anti-fascista e cercò di annullare gli Accordi di Monaco e la conseguente occupazione tedesca della Cecoslovacchia, per tornare ai confini nazionali del 1937. In quanto tale fu considerato, dalle nazioni che lo riconobbero, la continuazione legale della Prima Repubblica cecoslovacca.

## Dal Comitato al governo
Vedendo la fine della Repubblica come un fait accompli, Edvard Beneš si dimise da Presidente della Prima Repubblica Cecoslovacca una settimana dopo che gli Accordi di Monaco ebbero ceduto i Sudeti alla Germania nazista. Lasciò il Paese per stabilirsi prima all'Università di Chicago, dove ebbe rifugio nella stessa comunità che aveva in passato aiutato il suo predecessore e amico, Tomáš Masaryk. Mentre si trovava là, fu spinto a tornare in Europa per organizzare una forma di governo in esilio; tornò quindi in Europa per vivere a Parigi, insieme ad altri personaggi chiave della sua precedente amministrazione.

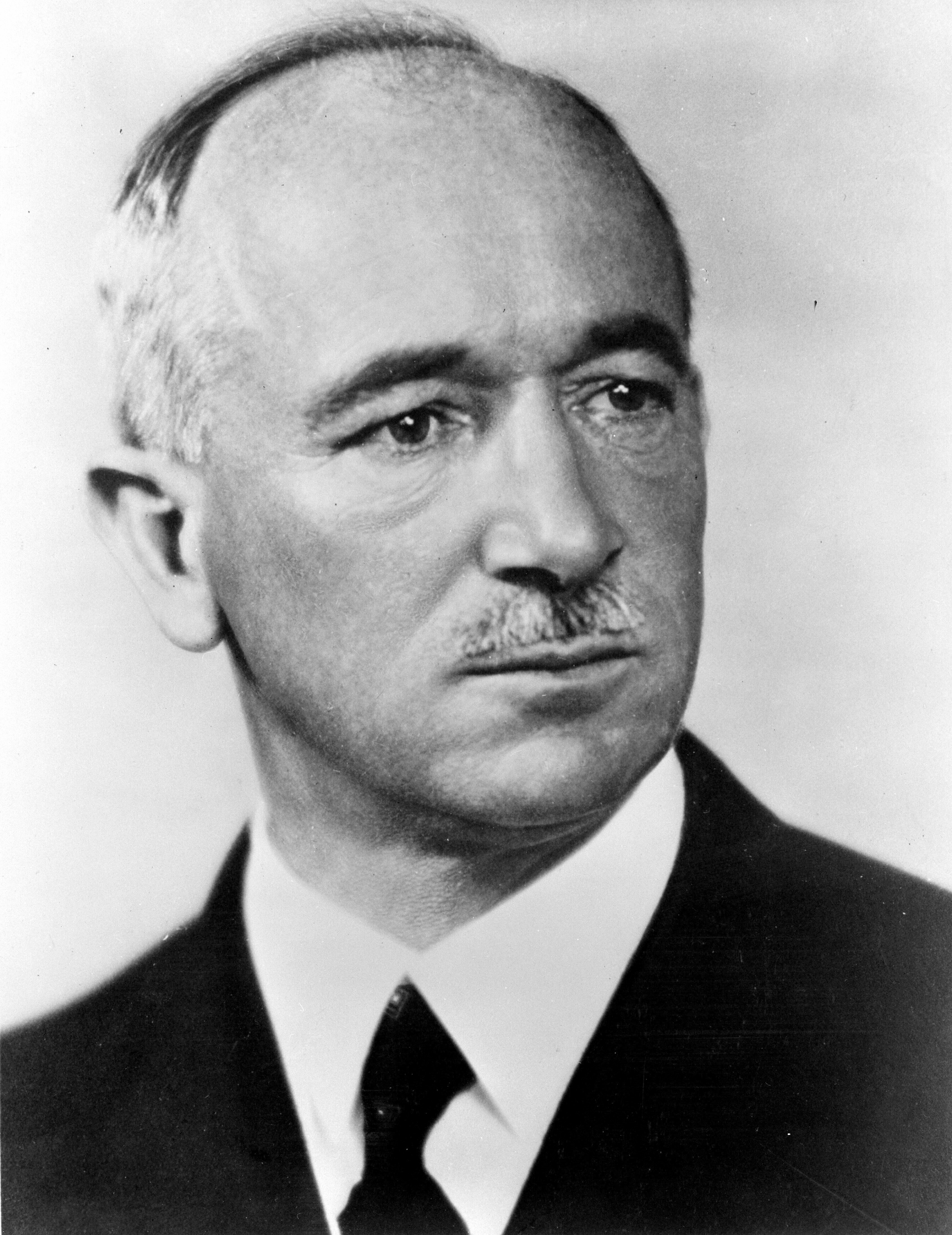
Edvard Beneš, capo del governo cecoslovacco in esilio

Dopo lo scoppio della Seconda guerra mondiale, il gruppo divenne conosciuto come Comitato di Liberazione Nazionale Ceco, e cercò immediatamente di ottenere un riconoscimento internazionale come governo in esilio della Cecoslovacchia. Alla fine del 1939 la Francia e il Regno Unito avevano esteso al governo il diritto di concludere trattati internazionali (la Francia il 13 novembre e il Regno Unito il 20 dicembre 1939) ma non accettavano ancora quei trattati come siglati in nome della Repubblica Cecoslovacca. Fu la Francia stessa che si dimostrò il maggiore ostacolo all'accettazione del Comitato come governo in esilio. Il governo di Édouard Daladier fu ambivalente nei confronti delle ambizioni del Comitato e della Cecoslovacchia in generale. Anche se egli aveva criticato pubblicamente la politica di appeasement verso Adolf Hitler come strada verso la guerra, Daladier capitolò infine davanti alle richieste di Neville Chamberlain. Dopo l'inizio della guerra, lui e il suo governo si divisero sul fatto se era maggiore il pericolo sovietico o quello nazista. In modo analogo, anche se Daladier riconobbe il Comitato come agenzia non governativa, il suo governo si dimostrò più vago verso Beneš. Uno dei principali ostacoli al riconoscimento dello status di governo a Beneš, era la situazione nell'allora indipendente Slovacchia.
Il governo francese, nell'inverno del 1939, pensava che Beneš non stesse necessariamente parlando a nome di tutti i cecoslovacchi, basandosi sulla situazione relativamente fluida della Slovacchia. La diplomazia francese verso Beneš fu quindi abbastanza elastica: evitò qualsiasi espressione diretta di sostegno per il Comitato e per il suo desiderio di ritornare alla Prima Repubblica. Tuttavia, dato che Beneš era la chiave per ottenere il sostegno militare da parte del bene addestrato esercito cecoslovacco, la Francia fu in effetti la prima nazione a concludere un trattato con il Comitato. Il 2 ottobre 1939 l'accordo tra Francia e Beneš permise la ricostituzione dell'esercito cecoslovacco sul territorio francese. Infine le unità della Prima Divisione dell'Esercito Cecoslovacco combatterono insieme ai loro ospiti negli stadi finali della Battaglia di Francia. Fu il fallimento delle forze alleate in questa battaglia ad aiutare più direttamente le ambizioni del Comitato di Edvard Beneš. Con la caduta della Francia, le idee del neoeletto Winston Churchill ebbero la meglio sui problemi della Terza Repubblica francese. Egli fu molto più chiaro del suoi predecessore riguardo alla Cecoslovacchia, e riconobbe subito Beneš come Presidente del governo in esilio.
Ciononostante, il Comitato si sentiva ancora insicuro riguardo al proprio riconoscimento, dato che Churchill menzionava Beneš come Presidente, ma non lo collegava esplicitamente al governo della Cecoslovacchia. Pertanto, essi fecero pressioni sul governo inglese nell'aprile 1941 per ottenere maggiore chiarezza. Il 18 aprile inviarono una lettera al governo britannico chiedendo che i loro accordi "fossero conclusi, come prima del settembre 1938, in nome della Repubblica Cecoslovacca". Il Ministro degli Esteri inglese Anthony Eden avallò la richiesta il 18 luglio 1941. Gli Stati Uniti e l'Unione Sovietica furono costretti a fare lo stesso, dato che la Slovacchia dichiarò guerra ai due Paesi. Con un governo dell'Asse a Bratislava, l'unico governo amico che doveva ancora essere riconosciuto nella seconda metà del 1941 era quello di Beneš. La questione legale ancora in discussione era se il governo di Beneš fosse in effetti una continuazione della Prima Repubblica, oppure fosse un successore, senza solide basi costituzionali.
Il dubbio fu cancellato nella primavera del 1942; dopo circa sei mesi di piani oltre le linee nemiche, gli Alleati cechi operativi in Boemia ferirono a morte Reinhard Heydrich, il dittatore a capo del Protettorato di Boemia e Moravia. Il successo di questa missione, l'Operazione Anthropoid, spinse il Regno Unito e Francia a rigettare formalmente gli Accordi di Monaco, confermando de iure la legittimazione al governo di Beneš e la continuazione della Prima Repubblica.
La continuazione dell'operato del governo dipendeva dalla vittoria militare alleata.

## Progetti per il futuro
Gli Accordi di Monaco erano stati precipitati dalle attività sovversive dei tedeschi dei Sudeti. Durante gli ultimi anni di guerra, Beneš lavorò per risolvere il problema della minoranza tedesca e ricevette il consenso degli Alleati per una soluzione basata su un trasferimento post-bellico della popolazione tedesca dei Sudeti. La Prima Repubblica aveva condotto una politica estera di stampo occidentale, e l'Accordo di Monaco ne fu il risultato. Beneš cercò di rafforzare la sicurezza cecoslovacca contro una futura aggressione tedesca con alleanze con la Polonia e l'URSS; quest'ultima, tuttavia, obiettò contro un accordo tripartito cecoslovacco-polacco-sovietico. Nel dicembre 1943 il governo di Beneš concluse un trattato con i sovietici.

## Dopo la guerra
L'interesse di Beneš nel mantenere relazioni amichevoli con l'URSS era motivata anche dal suo desiderio di evitare l'incoraggiamento sovietico a un colpo di Stato comunista in Cecoslovacchia. Beneš operò per portare gli esiliati comunisti cecoslovacchi nel Regno Unito in cooperazione con il suo governo, offrendo notevoli concessioni, tra cui la nazionalizzazione dell'industria pesante e la creazione di comitati popolari locali al termine della guerra. Nel marzo 1945 Beneš diede posizioni di rilievo nel governo a comunisti cecoslovacchi esiliati a Mosca.